# Цвиркун, Александр Фёдорович
Александр Фёдорович Цвиркун (6 сентября 1953 года, Одесса — 14 июля 2019 года, там же) — украинский историк, славист и краевед, кандидат исторических наук.

## Биография
Родился 6 сентября 1953 в городе Одесса.
С 1975 по 2005 лаборант, преподаватель и доцент Одесского университета.
С 2005 доцент в Одесском областном институте усовершенствования учителей.
Автор 40 статей в области истории южных и западных славян, по всеобщей истории и истории политических учений. Исследователь славянского вопроса на страницах русской периодической печати.
Популяризатор творчества известных авторов в русской периодической печати таких как:
Сергей Николаевич Южаков, Максим Максимович Ковалевский.
А также автор 8 учебников.

## Основные работы
- Внешняя политика США в 1898—1914 гг. в оценке русской периодической печати. Одесса, 1992.
- История Украины. 7 класс. Электронный учебник. (в соавторстве с В. А. Савелий) Киев, 2005.
- История учений о государстве и праве (в соавторстве с Н. Н. Крестовской). Харьков, 2007.
- История политических и правовых учений. Харьков, 2007
- История западных и южных славян. Харьков, 2008

На украинском языке
- Історія політичних і правових вчень України. Харьков, 2008  (укр.)
- Історія вчень про державу і право: Навчальний посібник (в соавторстве с Н. Н. Крестовской).— Х.: ТОВ. «Одіссей», 2008.— 464 с.  (укр.)
- Історія України: Посібник для підготовки до зовнішнього незалежного оцінювання. Харків: ОДІССЕЙ, 2009 (в соавторстве с Н. Н. Крестовской и П.П. Музиченко )  (укр.)
- Дистанційний курс. Історія України. Журнал Аудитория, Киев, 2010.  (укр.)